# 短母趾屈筋
短母趾屈筋（たんぼしくっきん、Flexor hallucis brevis muscle）は人間の下肢の筋肉で母趾MP関節の屈曲を行う。
内側楔状骨、長足底靭帯および後脛骨筋腱の2頭から起こり、内側頭は母指外転筋と癒着して内側種子骨と基節骨に、外側頭は母指内転筋と癒着し、外側種子骨と基節骨で停止する。